# Грицюк, Николай Демьянович
Никола́й Демья́нович Грицю́к (10 февраля 1922 года, деревня Преображенка, Приморская область — 28 мая 1976 года, Новосибирск) — советский художник.

## Биография
Родился в деревне Преображенка (ныне — Кировского района Приморского края) в семье служащих, имел сестру-двойняшку Лиду.
В 1937 году семья переехала в Новосибирскую область, на станцию Посевная к родственникам матери. Отец, Демьян Кириллович, работал бухгалтером в совхозе, мама, Варвара Ивановна — учитель начальных классов.
Окончил Посевнинскую среднюю школу, в ноябре 1940 года был призван на срочную службу в Красную Армию.
Участник Великой Отечественной войны. Окончил училище связи, на фронте с 1942 года. Командир огневого взвода, лейтенант. Участвовал в обороне Сталинграда, освобождении Украины, Венгрии, Румынии, Австрии. Вернувшись с войны недолго работал учителем рисования в школе. В 1946 году поступил в Московский текстильный институт.
Окончил Московский текстильный институт (1951, факультет по оформлению текстильных изделий), ученик В. В. Почиталова. Работал в Ленинградском, а с 1952 года — в Новосибирском доме моделей.
В 1955 году без кандидатского срока принят в члены Союза художников СССР. В 1957 году оставил работу в Доме моделей в связи с переходом на творческую работу, в этом же году он избран в члены Правления Новосибирской организации Союза художников. Председатель Правления (1964—1966).
Один из создателей Новосибирской картинной галереи (ныне — Новосибирский государственный художественный музей) вместе с X. Аврутисом, Л. Огибениным и искусствоведом П. Муратовым.
Создавал циклы живописных акварелей и темпер, изображающих природу и городские пейзажи. Знаковой для Грицюка стала созданная в 1959 году акварель «Закат. Новосибирск».
В 1961 году оформил книгу Ивана Ветлугина «В моем городе». Весной 1963 года выехал писать в Крым (создал серию «Крымская сюита»), летом переехал в Кузбасс готовить первую зональную художественную выставку «Сибирь социалистическая». В этом же году вместе с Э. Гороховским выполнил витраж «Родной город» для конференц-зала турбогенераторного завода. Летом 1964 года работал в Москве, затем в составе творческой группы в Переславле-Залесском (серия «Переславль-Залесский»), в Ленинграде, в Подмосковье, в Югославии. В 1966 году состоялась первая персональная выставка работ Грицюка, организованная по инициативе директора картинной галереи Дома учёных Новосибирского Академгородка Михаила Макаренко.
В 1975 году врачи диагностировали у Грицюка нарушение кровообращения сосудов мозга, однако он продолжал напряженно работать.
Похоронен на Заельцовском кладбище.

## Творчество
Работы представлены в собраниях Третьяковской галереи (Москва), Русского музея (Санкт-Петербург), Альт-музеума (Берлин) и других собраниях.

## Анекдоты
По воспоминаниям Олега Комова, после одной из московских выставок Грицюк показывал ему отзыв: «Товарищ Грицюк, Вы пишете ещё хуже, чем Пикассо!»

## Память
Мемориальный зал Николая Грицюка в Новосибирском художественном музее.
Мемориальная доска на д. 16 по Красному проспекту («Стоквартирный» дом)
В честь художника названа одна из улиц в Кировском районе Новосибирска.

## Посвящения
| Н. Грицюку Мне — не-стрелю и акыну — Многим в пику, в назиданье, Подарили вы картину Без числа и без названья. Что на ней? Христос ли, бес ли? Или мысли из-под спуду? Но она достойна песни. Я надеюсь, песни будут. (В. Высоцкий) | Песенка о художнике Пиросмани (Николаю Грицюку) Что происходит с нами, когда мы смотрим сны? Художник Пиросмани выходит из стены, … Он жизнь любил не скупо, как видно по всему… Но не хватило супа на всей земле ему. 1964, Б. Окуджава |

## Семья
Жена — Грицюк Валентина Эдуардовна, дочь Тамара — художник, сын Анатолий — фотограф, дизайнер.